# 大御神社
大御神社（おおみじんじゃ）は、宮崎県日向市日知屋にある神社。地元では「日向のお伊勢さま」として知られる。境内には、日本最大級のさざれ石群があり、社殿は国の登録有形文化財である。

## 歴史
創建時期は明らかではないが、日知屋庄の鎮護としてかなり古くから勧請されていたと考えられる。元禄のころまで記録が残されていたが、宝永地震による津波で流失したと伝わる。『日向地誌』によると、脇の浜にあるため、旧名は脇浜大神宮と称し、近年、日知屋神社と称したこともあるが、1879年（明治12年）に大御神社と改めたとある。脇の浜とは、現在の「伊勢ケ浜」のことであるが、「伊勢ケ浜」は当社が「日向のお伊勢さま」とよばれていることに因む。また「脇の浜」は、文化7年（1810年）の伊能忠敬測量日誌に「脇の浜」として地名が記されているが、それは、かつて存在した日知屋城の脇にある浜の意である。日知屋城跡は当社境内に隣接し、現在は伊勢ヶ浜公園となっている。

## 祭神
- 天照皇大御神

祭神にちなみ、地元では「日向のお伊勢さま」として親しまれている。

## 境内
- 社殿
  - 本殿 - 1936年（昭和11年）建立。木造平屋建神明造り、銅板葺。国の登録有形文化財[3]。
  - 幣殿・拝殿 - 1936年（昭和11年）建立。木造平屋建、銅板葺。本殿と棟が平行の切妻造平入の拝殿があり、そこから本殿に直交する棟の切妻屋根の幣殿がある。拝殿側の幣殿左右に切妻造の神饌所と神具所が置かれている。国の登録有形文化財[2]。
- さざれ石群 - 2003年（平成15年）の境内地拡張時に発見され、国内最大規模である[1]。
  - 神座 - さざれ石の巨石で、周囲30 m、高さ4 m。瓊瓊杵尊が当社を遊幸したさいに、この岩に立って大海原を眺望したと伝わる岩[6]。
  - 龍神の霊（たま） - 神座前にすり鉢状の水窪があり、水窪の壁面には渦巻状の線が刻まれ、底には長径1 m、短径0.7 m程度の卵型のさざれ石がある。当社では、これを約5000年前の古代遺跡とし、渦巻状の壁面は龍を、卵型のさざれ石は龍の卵をそれぞれ表しているとし、当時の龍神信仰の跡と考えている[7]。
- 柱状節理 - 本殿の後方の海岸付近に広範に見られる[6]。

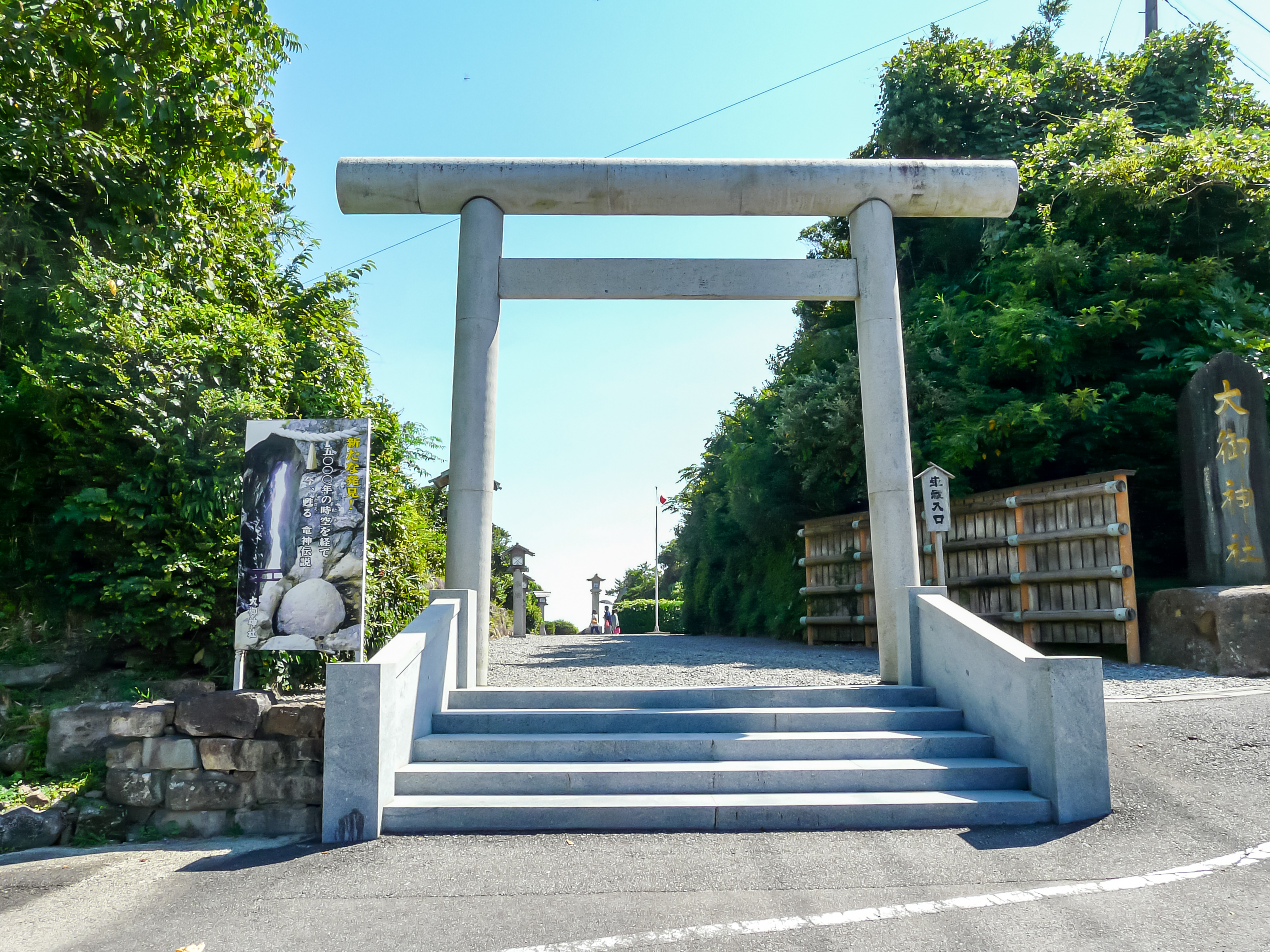
境内入口の鳥居
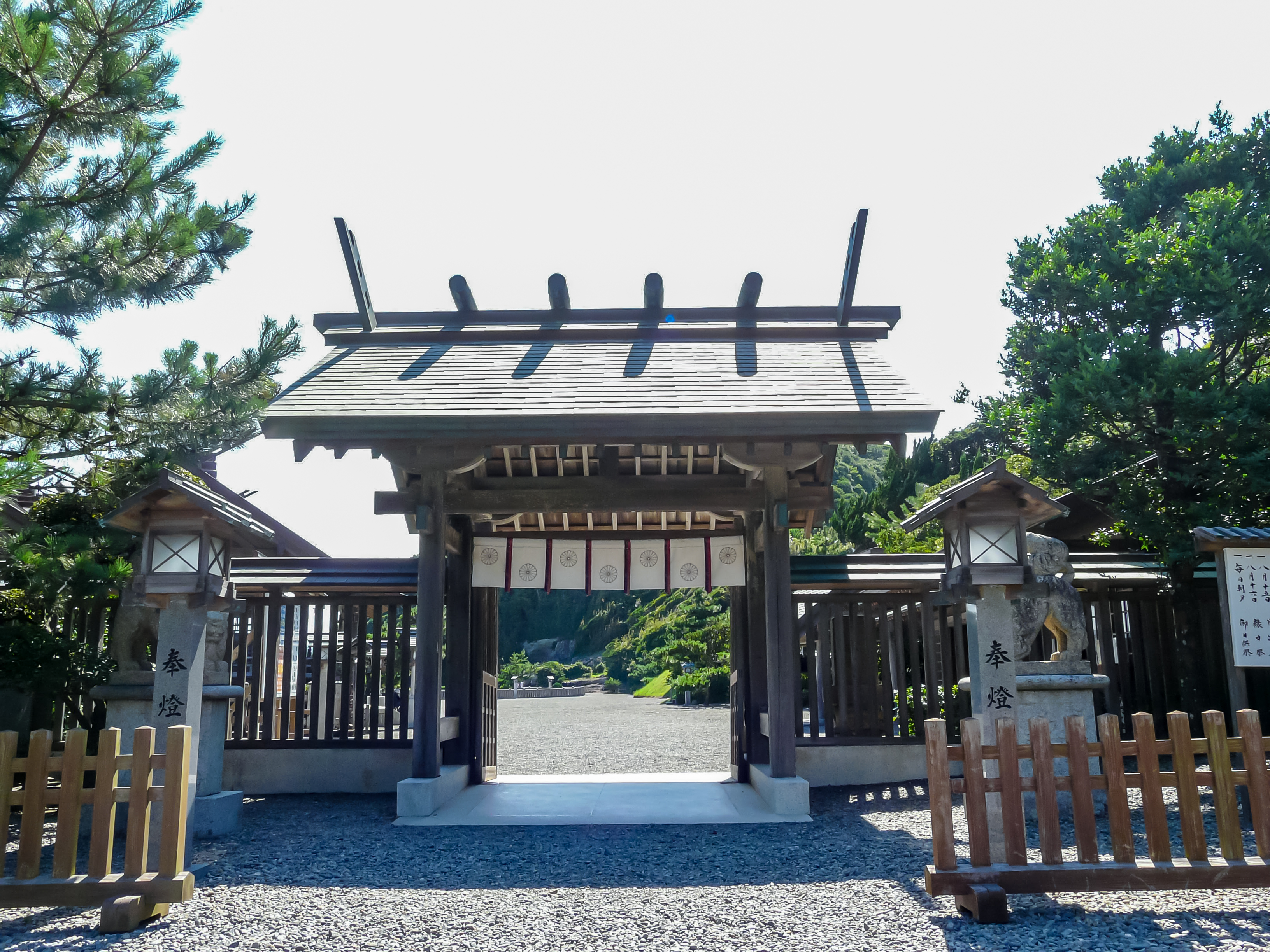
神門
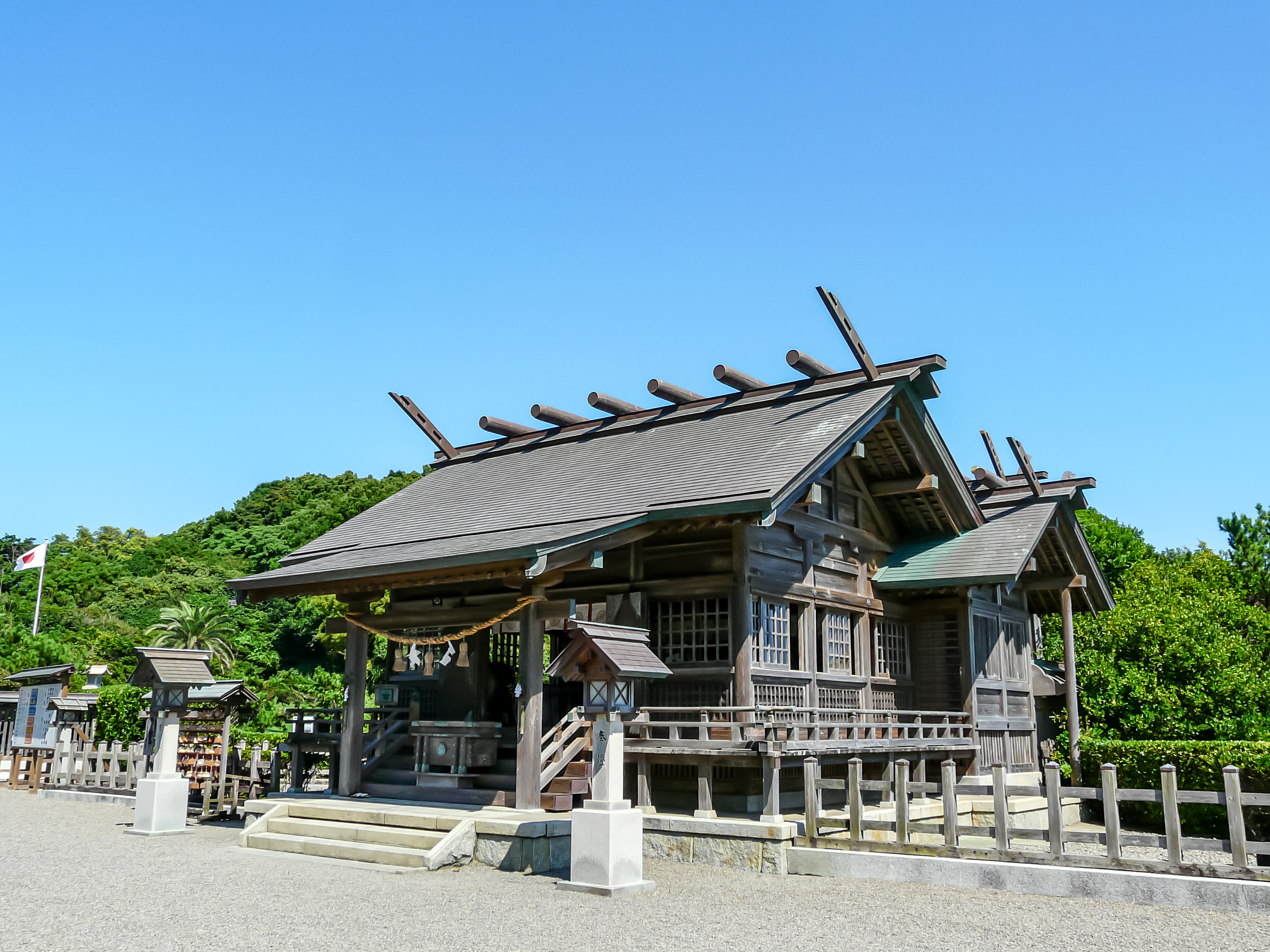
社殿
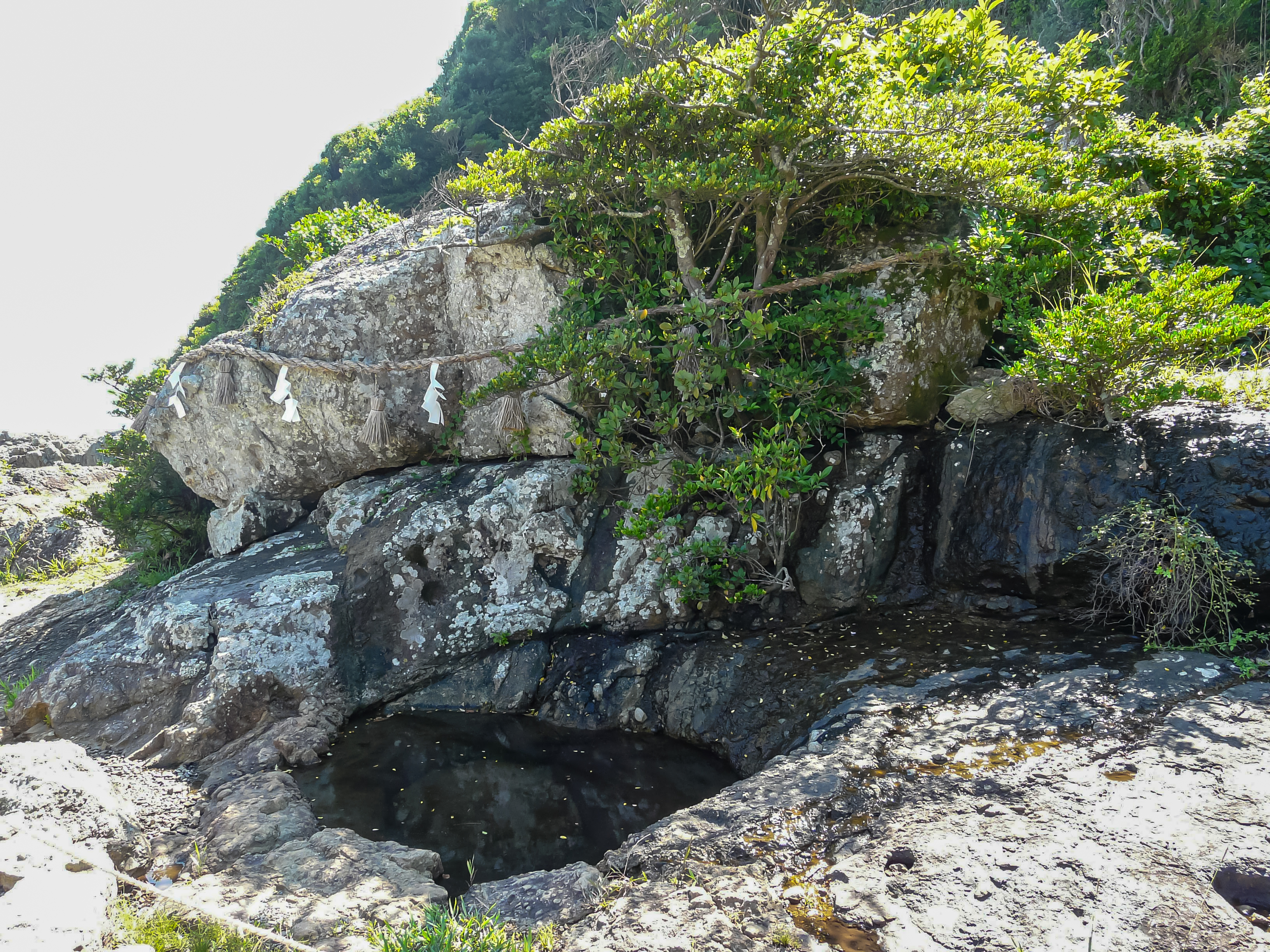
神座と水窟（龍神の霊）
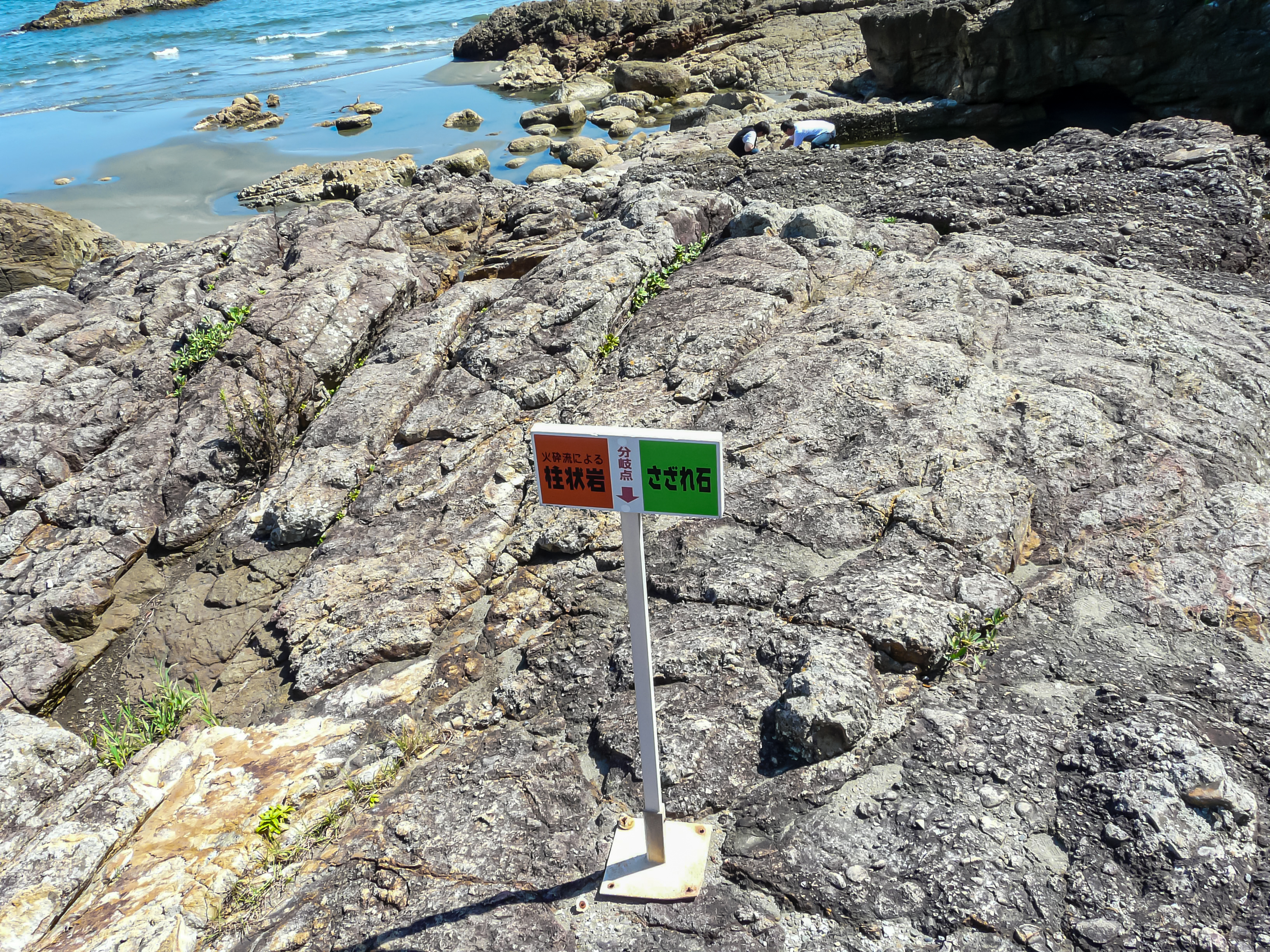
境内にある、さざれ石と柱状岩の境界

## 境内社
- 鵜戸神社 - 伊勢ヶ浜にある海蝕洞に鎮座。奉祀の詳細は明らかでないが、古くより「鵜戸さま」として知られる[8]。洞窟奥より開口部を見ると洞窟入口の形状が「昇り龍」のように見えることから、龍神信仰の痕跡とも考えられている[1]。

祭神
- 鵜葺草葺不合命
- 彦火瓊瓊杵命
- 彦火々出見命
- 豊玉姫命
- 塩筒大神

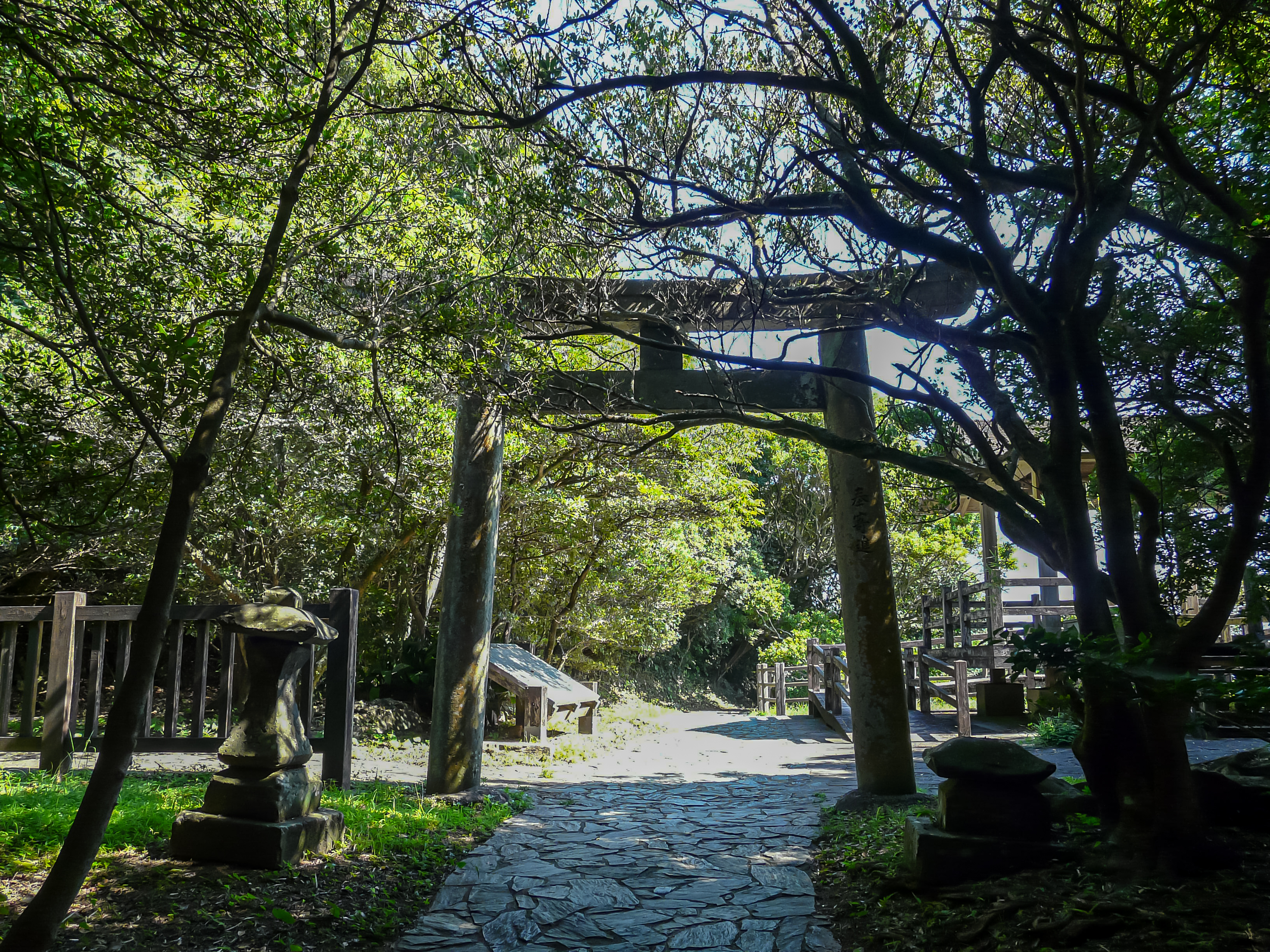
鵜戸神社へ向かう参道。鳥居前に日知屋城跡の西曲輪がある。
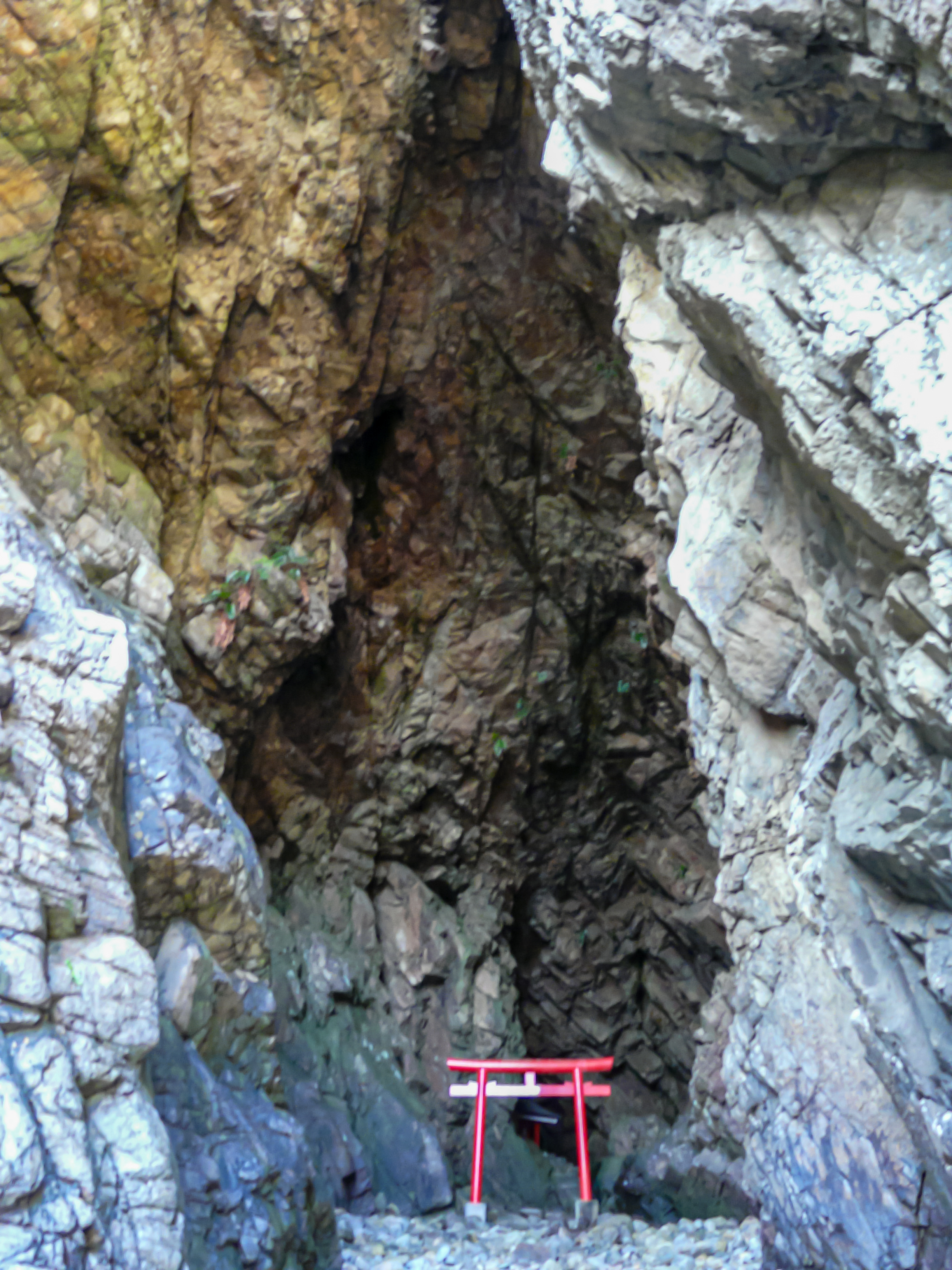
上下に巨大な海蝕洞内に鳥居と鵜戸神社の祠がある。
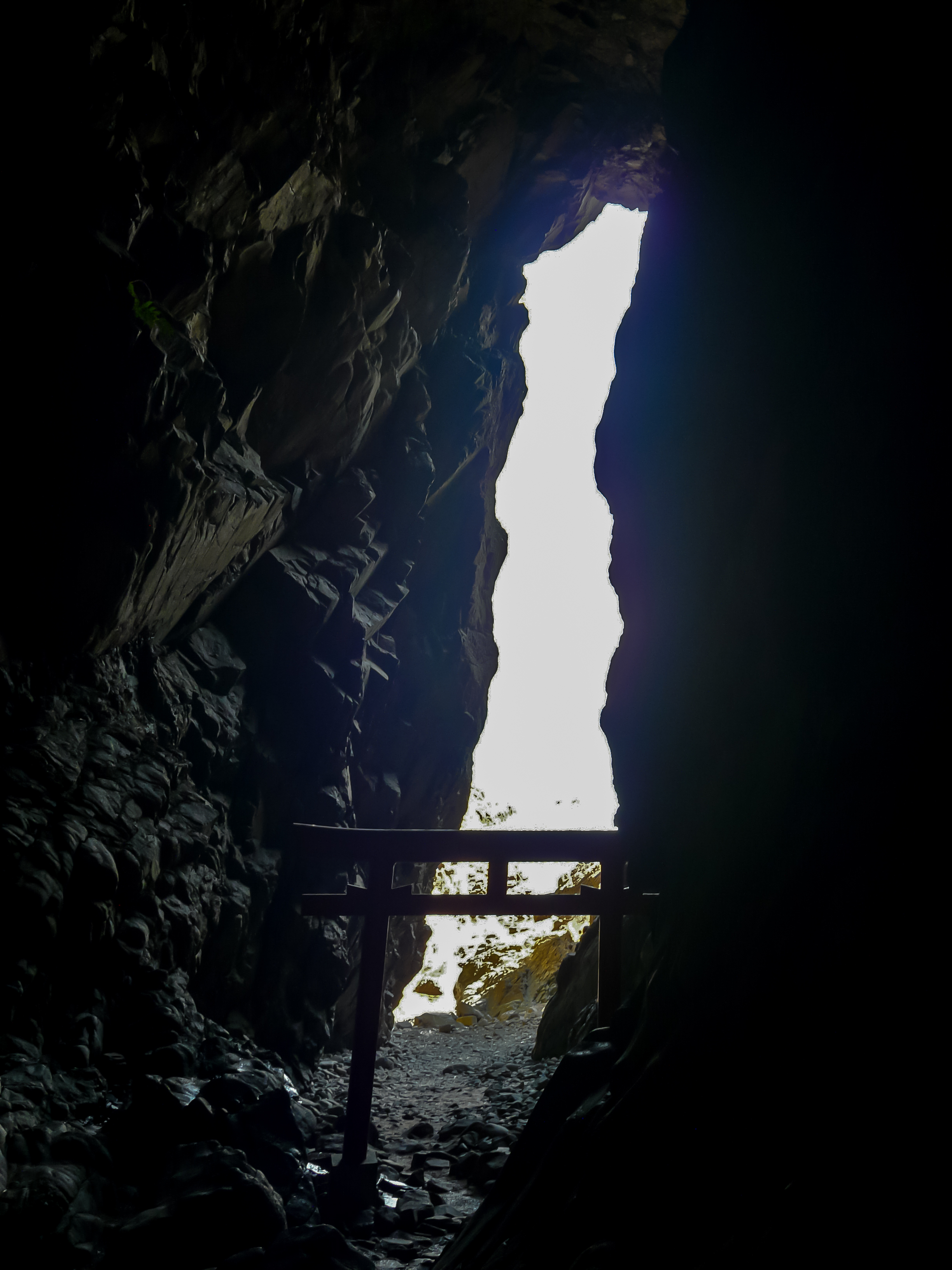
海蝕洞内から、開口部を見ると昇り龍のように見える。

## ラグビー日本代表の必勝祈願
ラグビー日本代表がラグビーワールドカップを控えて行った宮崎での合宿に際して当社に参拝したのち、歴史的快挙を2度も達成したため、縁起が良い神社として紹介されることがある。

### 2015年
ラグビーワールドカップ2015前の宮崎合宿で、当社で必勝祈願を行った。この大会では強豪として知られる南アフリカ代表に歴史的な勝利を挙げている。

### 2019年
ラグビーワールドカップ2019前の宮崎合宿でも当社で必勝祈願をし、選手らは前述のさざれ石の前で君が代を歌っている。このとき主将を務めたリーチマイケルらの発案によるもので、海外出身選手も多いチームにおいて、さざれ石が歌われている「君が代」への理解を深め、結束強化を図ることが目的であったとされる。この宮崎合宿ののち、日本代表は史上初のワールドカップベスト8に勝ち進んでいる。

## 祭事
以下の祭事が行われる。
- 1月1日 - 歳旦祭
- 2月11日 - 紀元祭（建国祭）
- 3月21日 - 祖霊殿春季霊祭
- 9月24日 - 祖霊殿秋季霊祭
- 10月22日 - 例大祭宵祭り
- 10月24日 - 例大祭御神幸祭：神楽や天翔獅子が奉納される。
- 11月23日 - 四半的（しはんまと）大会
- 12月30日 - 大祓式

## 文化財
国の登録有形文化財
- 大御神社社殿 - 1999年（平成11年）10月28日登録[13][14]。
  - 本殿
  - 幣殿・拝殿